# Пардис (шахрестан)
Пардис (перс. شهرستان پردیس‎) — один из шахрестанов иранской провинции Тегеран. Административный центр — город Пардис.
В административном отношении включает в свой состав три бахша, которые, в свою очередь, подразделяются на четыре города и шесть дехистанов (сельских округов):
- бахш Меркези (Центральный) (перс. بخش مرکزی‎)
  - город Пардис (перс. پردیس‎)
  - дехистан Баге-Комеш (перс. دهستان باغ کمش‎)
  - дехистан Керешт (перс. دهستان کرشت‎)
- бахш Бумехен (перс. بخش بومهن‎)
  - город Бумехен (перс. بومهن‎)
  - дехистан Гольхендан (перс. دهستان گلخندان‎)
  - дехистан Тахерабад (перс. دهستان طاهرآباد‎)
- бахш Джаджруд (перс. بخش جاجرود‎)
  - город Хосровабад (перс. خسروآباد‎)
  - город Сеидабад (перс. سعيدآباد جاجرود‎)
  - дехистан Джаджруд (перс. دهستان جاجرود‎)
  - дехистан Сеидабад (перс. دهستان سعیدآباد‎)

## Население
В 2016 году в шахрестане имелось 53 367 домохозяйств и проживало 169 060 человек (86 477 мужчин и 82 583 женщины).

## Населённые пункты
- Баге-Комеш
- Багек
- Васефджан
- Гольдерре
- Гольхендане-Джедид
- Гольхендане-Кедим
- Зердестан
- Кемерд
- Керешт
- Корденеберд
- Сенджариан
- Сиахсенге-Джедид
- Тахерабад
- Темаша
- Техтеченар
- Ходжир
- Шемсабад
- Эстелек-Данешвер
- Эстелеке-Паин